# Camogie
Camogie (irl. camógaíocht) – kobieca odmiana sportu o nazwie hurling. Sport ten jest uprawiany przez 100 tysięcy kobiet w Irlandii i w innych krajach, głównie w społecznościach Irlandczyków. Organizuje go Camogie Association (irl. An Cumann Camógaíochta).

## Odbiór
Sport ten jest wpisany na listę niematerialnego dziedzictwa kulturowego UNESCO. Wspomniano go w sztuce teatralnej Czekając na Godota.

### Popularność
Coroczne zawody w tym sporcie, All-Ireland Senior Camogie Championship, miały rekordową frekwencję wynoszącą 33 tysiące 154 osoby. Finał zawodów ogląda w telewizji ponad 300 tysięcy osób.